# Де ла Роса, Хорхе
Хорхе Альберто де ла Роса Гонсалес (исп. Jorge Alberto de la Rosa Gonzalez, 5 апреля 1981, Монтеррей, Нуэво-Леон) — мексиканский бейсболист, питчер. Выступал в Главной лиге бейсбола с 2004 по 2018 год. Большую часть карьеры провёл в клубе «Колорадо Рокиз». В составе сборной Мексики принимал участие в играх Мировой бейсбольной классики 2006 года.

## Биография

### Начало карьеры
Хорхе де ла Роса родился 5 апреля 1981 года в Монтеррее. Он окончил старшую школу Сан-Николас в Гвадалахаре. В 1998 году де ла Роса в статусе международного свободного агента подписал контракт с клубом Главной лиги бейсбола «Аризона Даймондбэкс». В следующем сезоне он сыграл в двадцати трёх матчах за фарм-команды «Аризоны» в младших лигах. Перед началом чемпионата 2000 года Хорхе вернулся в Мексику и провёл сезон в составе клуба «Султанес де Монтеррей». В начале 2001 года «Даймондбэкс» обменяли его в «Бостон Ред Сокс».
С 2001 по 2003 год Хорхе играл за команды фарм-системы «Ред Сокс», дойдя до клуба уровня ААА-лиги «Потакет Ред Сокс». В 2003 году он принял участие в Матче всех звёзд будущего. В ноябре руководство «Бостона» обменяло де ла Росу и ещё двух игроков в «Аризону» на питчера Курта Шиллинга. В декабре Хорхе перешёл из «Даймондбэкс» в «Милуоки».

### Главная лига бейсбола
В Главной лиге бейсбола де ла Роса дебютировал весной 2004 года. За «Брюэрс» он провёл пять игр в качестве стартового питчера, большую часть чемпионата играя в ААА-лиге за «Индианаполис Индианс». Первый в карьере полный сезон на высшем уровне Хорхе провёл в 2005 году. Тренерский штаб перевёл его в буллпен и в роли реливера он сыграл в тридцати восьми матчах, одержав две победы при двух поражениях с пропускаемостью ERA 4,46. В первой половине сезона 2006 года де ла Роса сыграл в восемнадцати матчах, пропустив две недели из-за травмы пальца. Игровую форму после повреждения он набирал в АА-лиге в составе «Хантсвилл Старз». 26 июля «Брюэрс» обменяли Хорхе в «Канзас-Сити Роялс». 
В составе «Канзас-Сити» де ла Роса играл неудачно. Во второй части сезона 2006 года его показатель пропускаемости вырос до 5,18. Он пропускал большое число хоум-ранов, а количество страйкаутов и уоков было практически равным. На таком же уровне Хорхе провёл следующий сезон. Весной 2008 года «Роялс» обменяли его в «Колорадо Рокиз».
В составе «Рокиз» Хорхе провёл девять сезонов, с 2008 по 2016 год. На момент ухода из клуба он был лучшим питчером в истории клуба по числу сделанных страйкаутов (985) и вторым по количеству игр в стартовом составе (200). На домашнем стадионе команды «Курс-филд» он сыграл в ста восьми матчах, одержав пятьдесят три победы при двадцати поражениях. В феврале 2017 года Хорхе подписал контракт младшей лиги с «Аризоной».
В «Даймондбэкс» де ла Роса снова переквалифицировался в реливера. В чемпионате 2017 года он сыграл в шестидесяти пяти матчах с пропускаемостью 4,21. Эффективно он играл против соперников, отбивающих с левой стороны. В сезоне 2018 года Хорхе сыграл за «Аризону» в сорока двух матчах. В августе он перешёл в «Чикаго Кабс», в составе которых заменил серьёзно травмированного Ю Дарвиша. В оставшейся части чемпионата де ла Роса сыграл за команду в семнадцати играх с пропускаемостью 1,29.
В апреле 2019 года Хорхе подписал контракт младшей лиги с «Колорадо». Из-за травмы он не провёл за команду ни одного матча и в июне был отчислен.